# AB7
AB7, chiamata anche SMC WR7, è una stella binaria appartenente alla galassia della Piccola Nube di Magellano costituita da una stella di Wolf-Rayet e da una supergigante blu. 
La Wolf-Rayet è stata assegnata alla classe spettrale WN2 o WN4, mentre la compagna è assegnata alla classe O6I o Of6. Le due componenti orbitano intorno al comune centro di massa con un periodo di 19,56 giorni. Niemela et al. (2003) hanno calcolato l'orbita delle due componenti e hanno dedotto una massa minima di 18 M⊙ per la Wolf-Rayet e di 34 M⊙ per la supergigante. Se l'ipotesi degli autori che l'orbita sia inclinata di circa 60° è corretta, se ne dedurrebbe una massa rispettivamente di 28 M⊙ e 54 M⊙. Si tratta di una stella molto luminosa con una magnitudine boolometrica inferiore a −10, almeno un milione di volte più luminosa del Sole.
La stella di Wolf-Rayet è estremamente calda, con una temperatura superficiale di circa 80.000 K. L'elevata temperatura delle due componenti e il potente vento stellare emesso dalla coppia fa sì che questa stella sia associata a una delle regioni H II a più alta ionizzazione delle Nubi di Magellano.
Nei pressi della nebulosa è osservabile una serie di filamenti di colore verde identificabili con un resto di supernova.